# Föld Aurél
Föld Aurél, született Rosenfeld Aurél (Budapest, 1877. október 6. – Bécs, 1970. november 17.) magyar újságíró, színházigazgató, műfordító, Feld Zsigmond színházigazgató fia, Feld Irén színésznő és Feld Mátyás színész testvére, Sziklai Szeréna énekesnő férje.

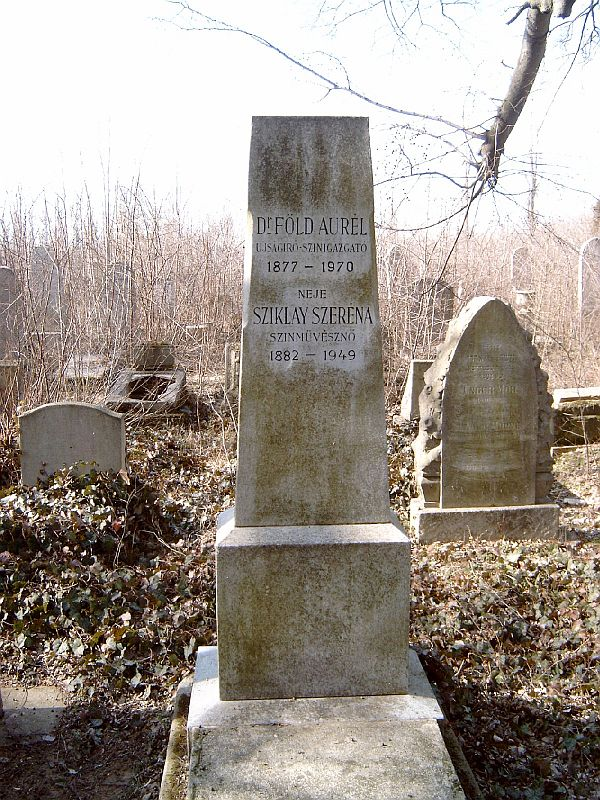
Föld Aurél és Sziklai Szeréna énekesnő sírja Budapesten. Kozma utcai izraelita temető: 11-31-22

## Életpályája
Feld Zsigmond és Plesch Katalin fiaként zsidó családban született. Pályáját a Magyarország című lapnál kezdte, ahol egyhamar neves riporter lett. Édesapja színházánál dramaturg-igazgató volt az 1900-as évektől az első világháborúig. 1910-ben megrendezte a Kamarajátékok néhány bemutatóját. A háborúban eleget tett hadkötelezettségének. 1919-ben átköltözött Bécsbe és lótenyésztéssel kezdett foglalkozni. 1932-ben tért vissza Budapestre. 1932–33-ban a Labriola Színháznál lett művészeti igazgató. 1932–1934 között a Király Színház, 1934-1939 között a Városi Színház, 1935–36-ban a Royal Színház vezetője volt, később újfent újságírással foglalkozott. 1957-ben kiköltözött Ausztriába. Számos művet lefordított magyarra.

## Fordításai
- Asch: A megváltó (1900)
- Lehár Ferenc: A pesti nők (Mérei A.-fal, 1903)
- Reimann: A gépírókisasszony (1908)